# Хризолепис
Хризоле́пис (лат. Chrysolepis) — небольшой род растений семейства Буковые. По жизненной форме — это деревья и кустарники. Листья кожистые с цельным или неясно зубчатыми краем. Плоды ореховидные, развиваются в течение двух лет. Род включает два вида: Chrysolepis chrysophylla и Chrysolepis sempervirens — имеют общее название «чинквапин» (chinquapin).

## Распространение
Этот род встречается от западного Вашингтона на юг до Поперечных хребтов в Южной Калифорнии и на восток до Невады.

## Ботаническое описание
Листья кожистые с цельным или неясно зубчатыми краем. Плоды ореховидные, развиваются в течение двух лет.